# Obras fundamentais da Mecânica Clássica
As obras fundamentais da Mecânica Clássica, são um conjunto de livros que constituem a Mecânica Clássica como ciência. São elas o “Discurso sobre as Duas Novas Ciências” de Galileo (1638), Horologium Oscillatorium (1673) de Huygens e o "Princípios Matemáticos da Filosofia Natural" de Newton (1687).